# Iglesia de Nuestra Señora de la Asunción (Mahora)
La Iglesia de Nuestra Señora de la Asunción Mahora, es un templo católico de la citada población de la Manchuela albaceteña, que está catalogado como Bien de Interés Cultural desde el 22 de diciembre de 1992 y tiene como identificador del bien otorgado por el Ministerio de Cultura de España: RI-51-0007366.

## Descripción histórico-artística
No se tiene mucha información sobre la construcción de este templo, aunque se puede ver que la fábrica presenta dos partes perfectamente diferenciadas: la cabecera (que es más baja y de distinta ejecución) y, el cuerpo del templo.
Se trata de un templo gótico, de una sola nave y cabecera de principios del siglo XVI, con cubierta nervada y ábsides de tres paños. La nave presenta tres crujías cuya cubierta es en bóveda estrellada y presenta coro alto que se apoya sobre tres arcos del siglo XVIII. Destaca en la segunda crujía la capilla del Rosario, de estilo barroco, con cúpula sobre pechinas.

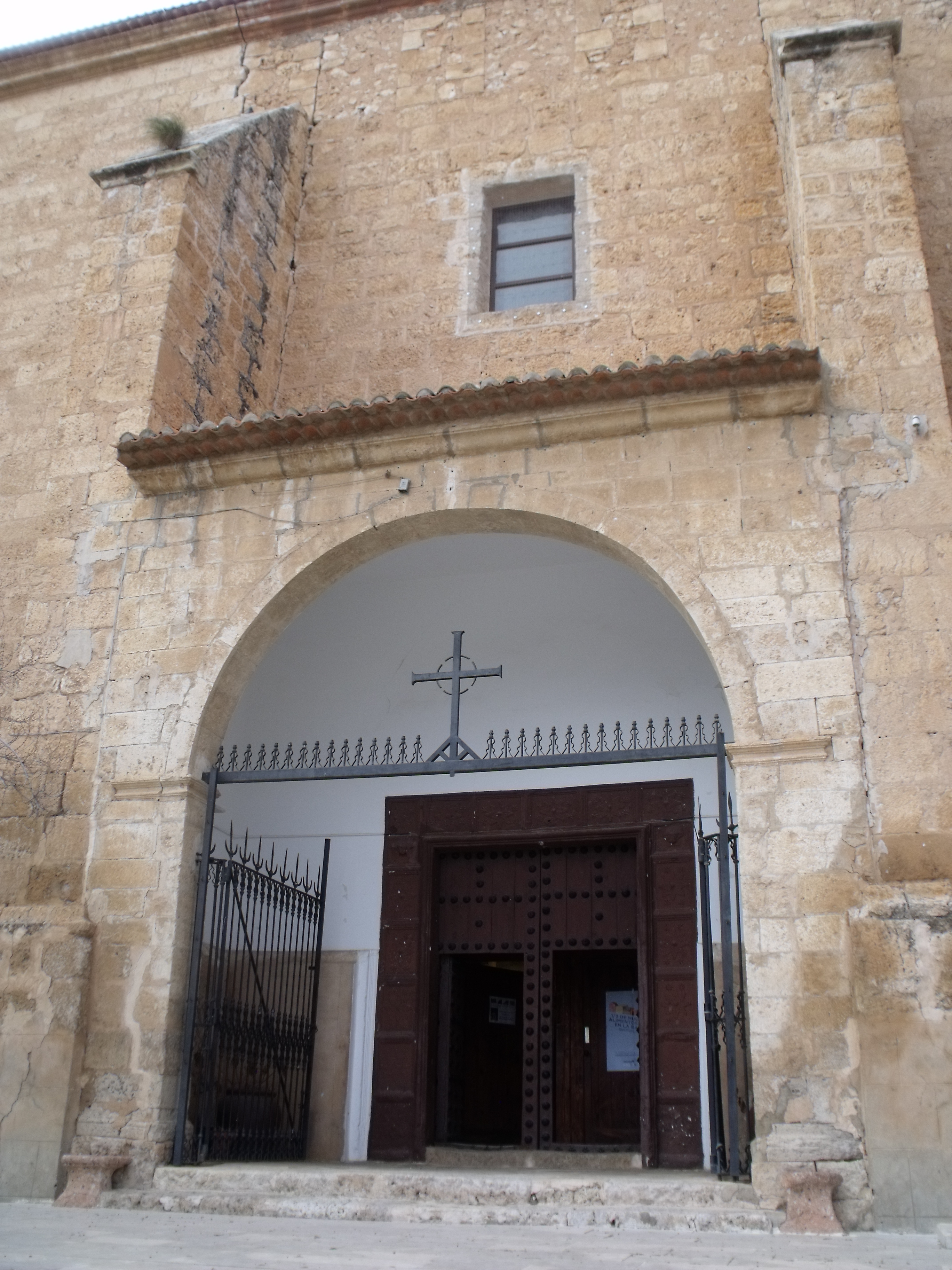
Puerta principal de la iglesia.
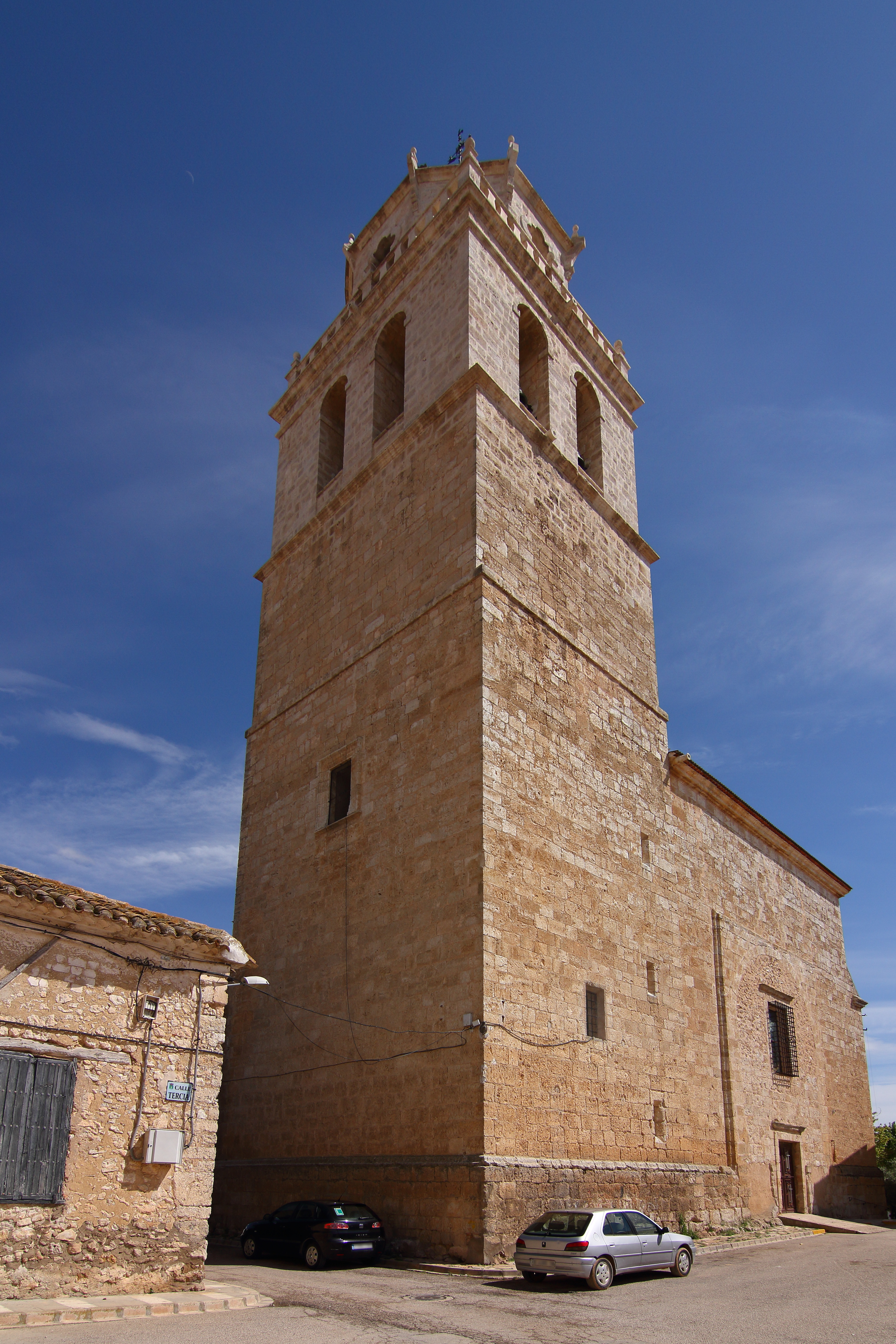
Torre de la iglesia.
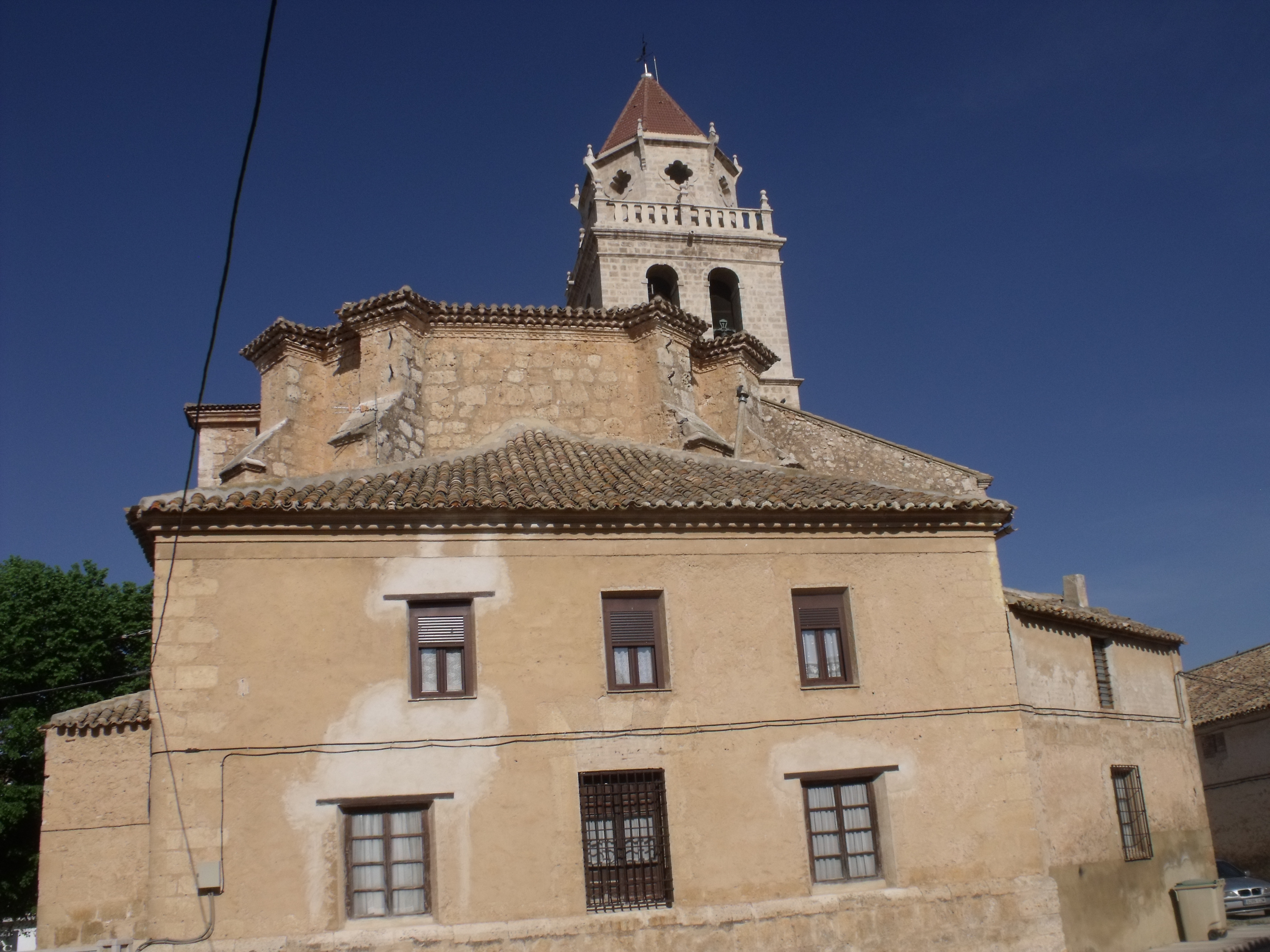
Vista trasera de la iglesia de la Asunción.
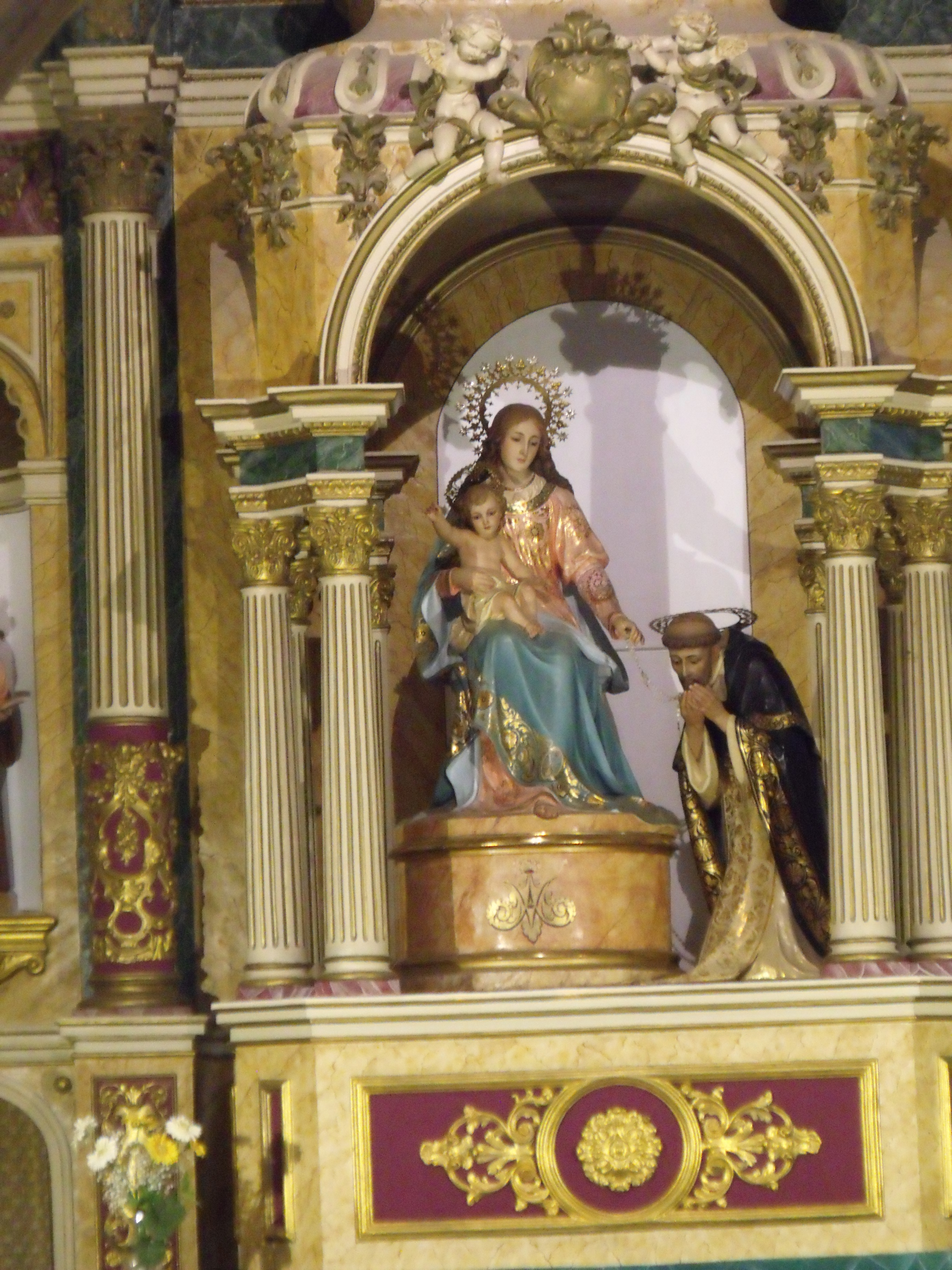
Altar mayor.
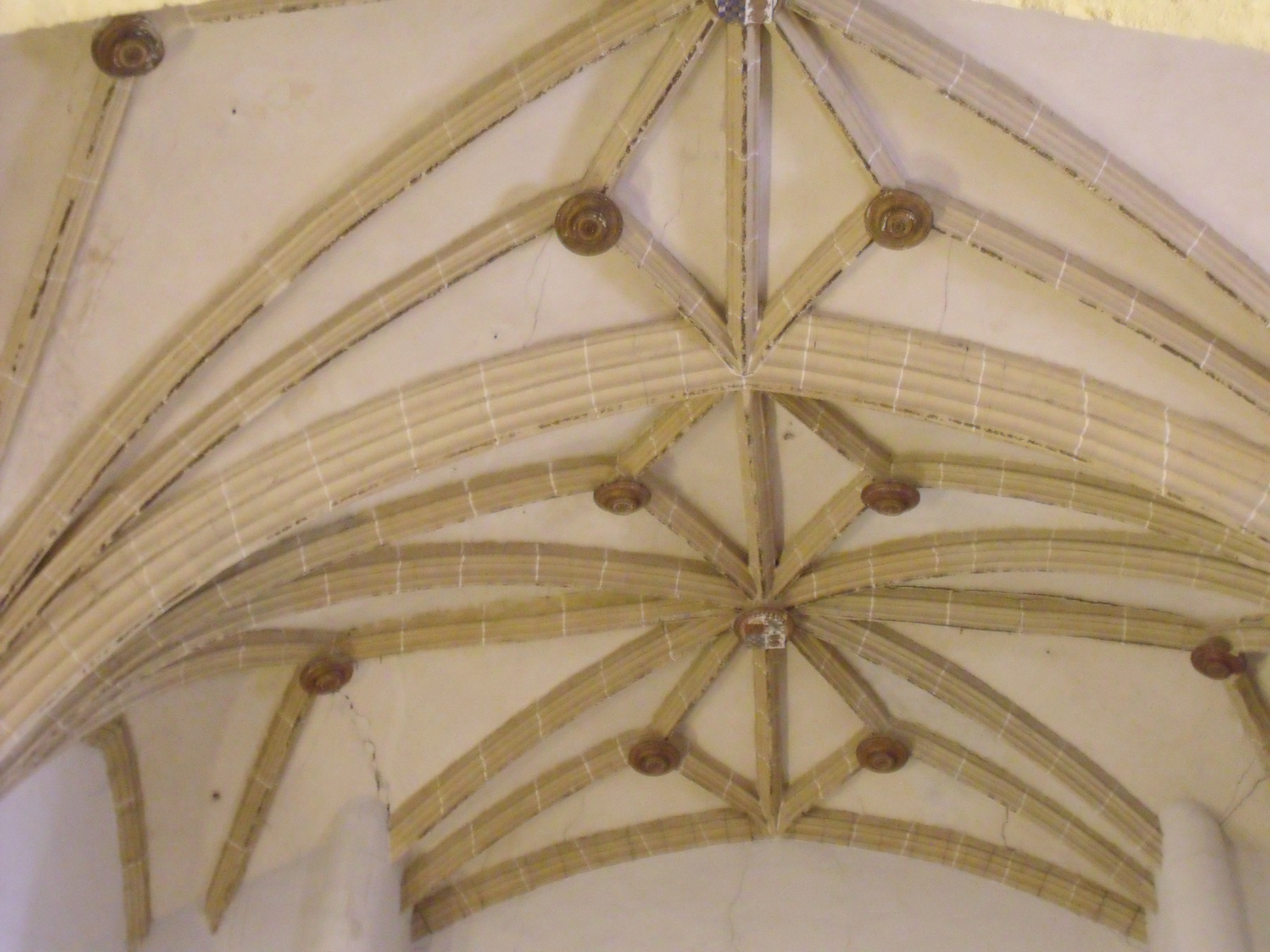
Techo de la iglesia.
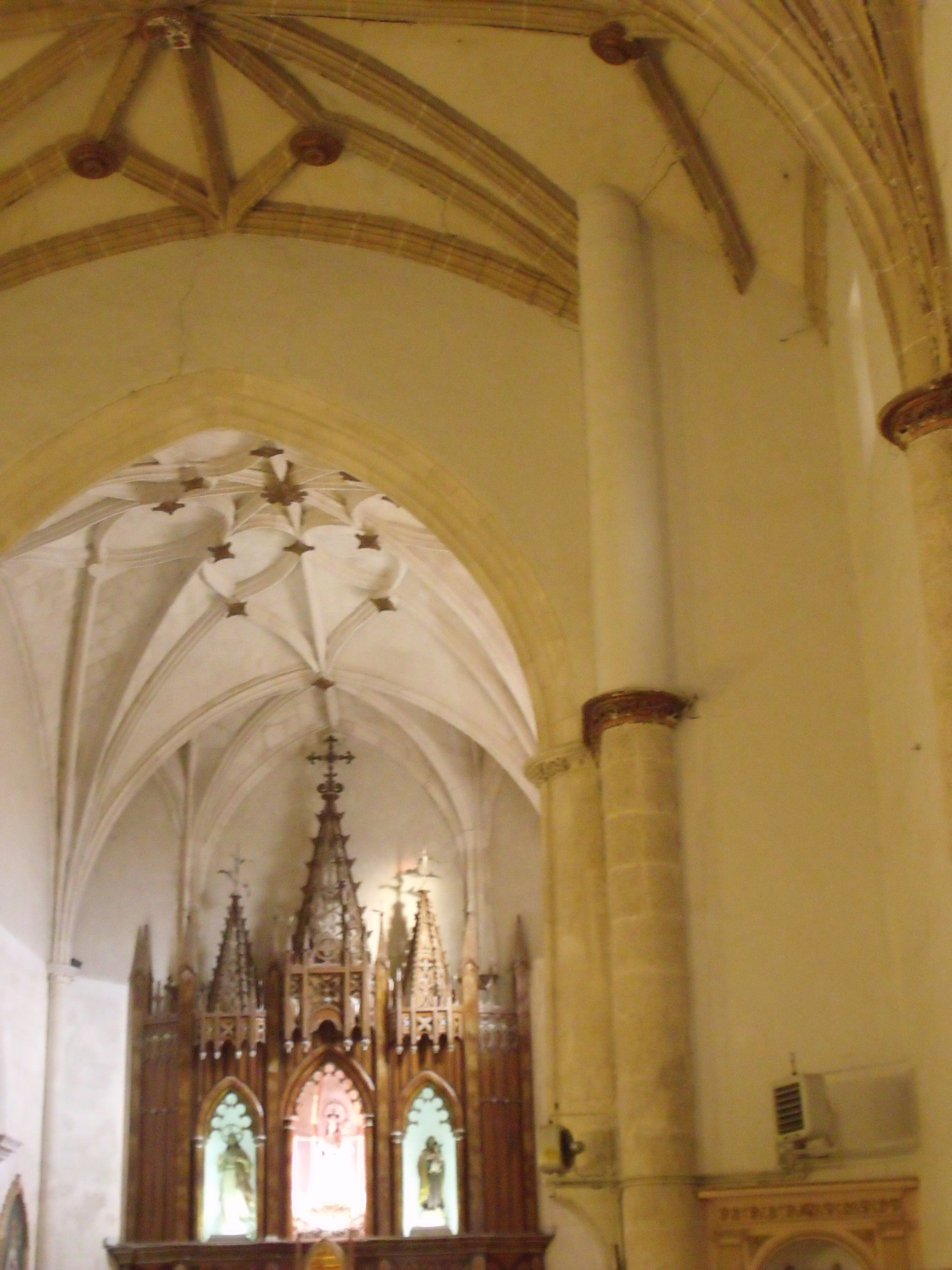
Interior de la iglesia.
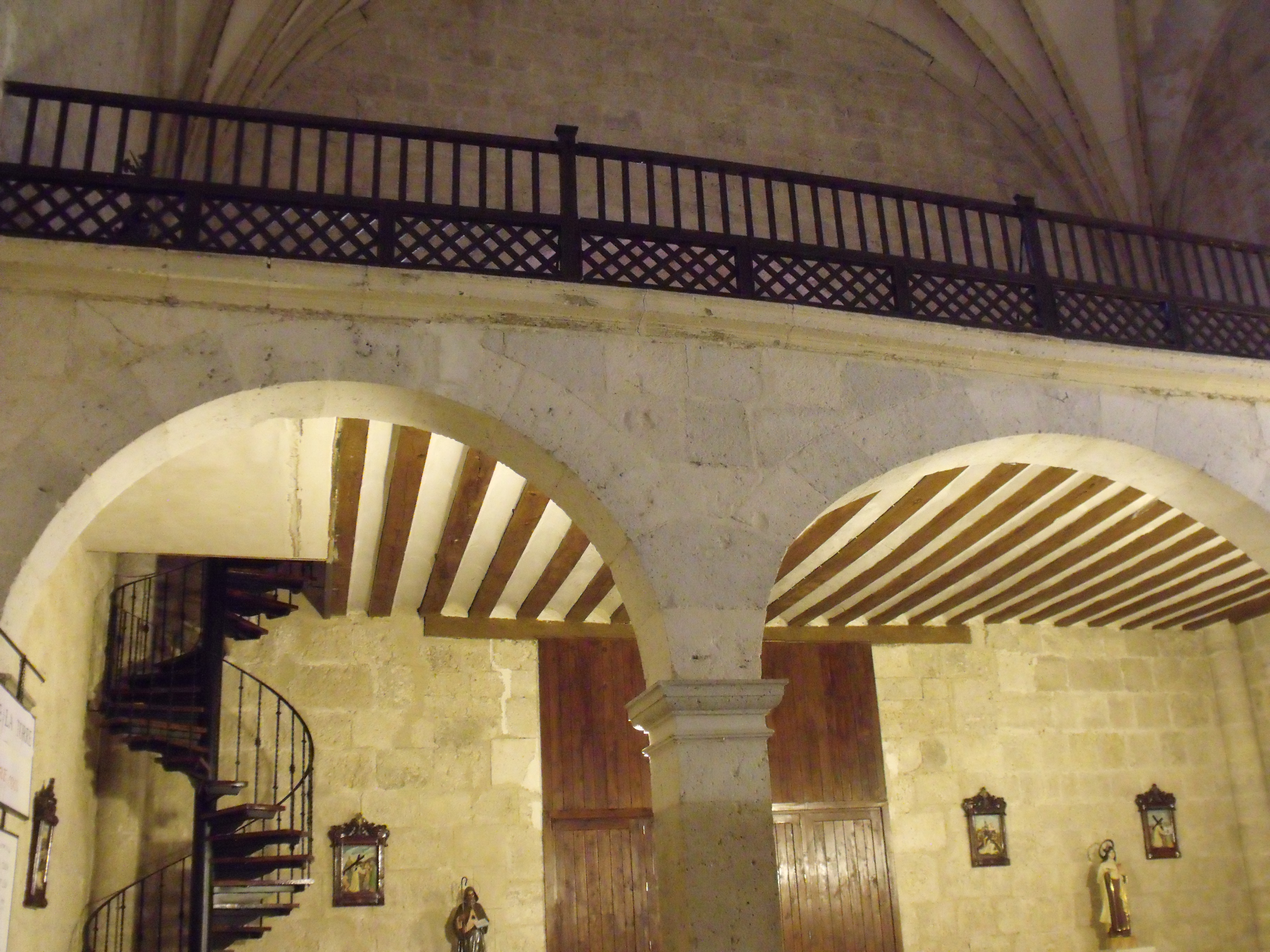
Coro alto.

La Iglesia tiene además una torre campanario datada de los siglos XVI-XVIII con forma de prisma y remate octogonal. La torre fue restaurada en el año 2015 gracias a la contribución económica tanto del Obispado de Albacete como de la Unión Europea.
Al templo se accede por una portada rematada en un arco del siglo siglo XVIII.
En el interior destaca un excelente crucifijo de marfil del siglo XVII de origen hispano-filipino y un Niño Jesús.